# Pietro Accorsi
Pietro Accorsi (Torino, 25 ottobre 1891 – Torino, 26 ottobre 1982) è stato un antiquario italiano.
Egli fu protagonista indiscusso del mondo dell’antiquariato torinese per svariati decenni, fino a essere considerato uno degli antiquari e dei collezionisti italiani più eminenti a livello nazionale. Soprannominato l’empereur ossia l’imperatore o il re degli antiquari, la sua opera si è resa assai prolifica in Italia e all’estero, concludendo altresì mediazioni volte all’acquisizione di collezioni per istituzioni museali nazionali italiane ma anche di Francia e Portogallo.
La fondazione omonima, divenuta anche un’attrazione aperta al pubblico nel 1999, diciassette anni dopo la sua morte, è nota a livello internazionale e ospita il primo museo italiano d’arte decorativa.

## Biografia

### Le origini
Pietro Accorsi nacque il 25 ottobre 1891, al numero 41 di via Carlo Alberto, nel cuore del centro storico di Torino da una famiglia di origini umili composta dal padre Curzio, cuoco saltuario di origine senese, e da Angela Sclavo, sarta monregalese. Ultimo di tre figli, con due sorelle maggiori, Pietrin dimostrò una precoce attrazione per il bello e per gli oggetti d’arte. Assai frequenti erano le sue incursioni tra le bancarelle e le botteghe dei cosiddetti "robivecchi" del vicino quartiere ebraico, in una Torino di fine Ottocento, quando l’antiquariato era lungi dall’essere un fiorente mercato ma un commercio piuttosto raro, discontinuo e talvolta raffazzonato. Tuttavia il giovanissimo Pietrin arrivò addirittura a vendere i propri libri di scuola, poi ricompratigli dalla sua famiglia con molto sacrificio, per acquistare il suo primo oggetto d’arte, un quadro che Pietro Accorsi conservò gelosamente per oltre quarant’anni, quasi alla stregua di un talismano.
Nel 1901 la famiglia Accorsi si trasferì a vivere nel mezzanino della portineria di un seicentesco palazzo di via Po 55 divenuto proprietà dell’Ordine Mauriziano. Grazie a questo nuovo impiego ottenuto dal padre Curzio, che divenne portinaio dello stabile affacciato sui portici in quel tratto finale di via Po, unito al lavoro di sarta della madre, le condizioni economiche della famiglia Accorsi migliorarono e consentirono al giovane Pietro di completare gli studi, ottenendo il diploma di disegnatore meccanico.
Tuttavia la vera passione di Pietro Accorsi continuava a essere l’antiquariato, con arredi, porcellane, dipinti, stoffe e suppellettili da scovare nelle sue ormai abituali visite alle botteghe del centro di Torino, di cui ormai conosceva i negozianti e dove si divertiva a contrattare l’acquisto di un pezzo, che poi rivendeva cercando di guadagnarci, affinando così anche le sue spiccate doti commerciali che in seguito contraddistinsero la propria attività di mercante d’arte.

### I viaggi e l’inizio di una promettente carriera
Nel 1910, dopo appena tre mesi di lavoro alla FIAT con la qualifica di "disegnatore tecnico", Pietro Accorsi decise di licenziarsi, con grande disappunto dei propri genitori, che lo videro rinunciare alle 25 Lire di stipendio mensile e al rassicurante impiego in un’azienda che prosperava e rappresentava il futuro della città. Ma il giovane Pietro fu assai determinato e consapevole della propria scelta, certo di poter intraprendere un’attività che gli avrebbe garantito guadagni ben maggiori, nonché il perseguimento della sua vera passione.
Da quel momento Pietro Accorsi iniziò a investire instancabilmente il proprio tempo e il denaro di una non ben precisata eredità di una zia di Milano nell’acquisto di oggetti d’arte di varia natura, anche allargando i confini della propria ricerca all’intero Piemonte, alla Liguria, alla Val d’Aosta e alla vicina Francia, intraprendendo, di fatto, l’attività di commesso viaggiatore. Visite, sopralluoghi e acquisti in giro per l'Italia si moltiplicarono e presto di Pietro Accorsi si parlò come di quel giovane antiquario che finì per l’essere ricercato dagli stessi negozianti torinesi che egli aveva frequentato fino a pochi anni prima, talvolta suscitando la loro perplessità o diffidenza.
Non trascorse molto tempo che Pietro Accorsi si trovò a essere raggiunto da acquirenti che lo attendevano di soppiatto alle stazioni ferroviarie di Porta Nuova o Porta Susa, per aggiudicarsi prima di altri un mobile oppure un vaso, un dipinto, una scultura o altri oggetti d’arte che egli aveva acquistato in giro per il Nord Italia e che poi faceva abitualmente caricare su un paio di vagoni di treni merci diretti a Torino. In questi primi e concitati tempi il suo negozio fu praticamente la banchina stessa delle stazioni torinesi, tuttavia gli oggetti d’arte acquistati, che il giovane Pietro ormai aveva imparato a distinguere e riconoscere con grande perizia, venivano in gran parte venduti profittevolmente, seppur qualche pezzo lo conservasse per una sua prima, modesta collezione che Pietro andava accumulando in alcuni magazzini presi in affitto un po’ ovunque a Torino.

### Le amicizie illustri e l’aristocrazia
Pietro Accorsi mai dimenticò le sue modeste origini. Tuttavia, quella che sembrava diventare ormai la sua professione, lo portò gradualmente a conoscere illustri nomi dell’aristocrazia e della nobiltà di una Torino che ormai aveva perso il lustro della capitale del regno e che talvolta considerava l’idea di disfarsi delle proprietà e dei relativi arredi, alimentando un mercato dell’antiquariato sempre più florido e ricco di occasioni da non perdere. Da una parte il progressivo e lento declino di una nobiltà non più protagonista della società, dall’altra un’alta borghesia industriale sempre più facoltosa e desiderosa di emulare i fasti e il lusso dell’aristocrazia: in mezzo a tutto ciò Pietro Accorsi divenne sempre di più un riferimento, pur continuando ad assecondare e affinare la sua indole di abile commerciante pronto a soddisfare le esigenze di acquirenti, colleghi o aspiranti tali.

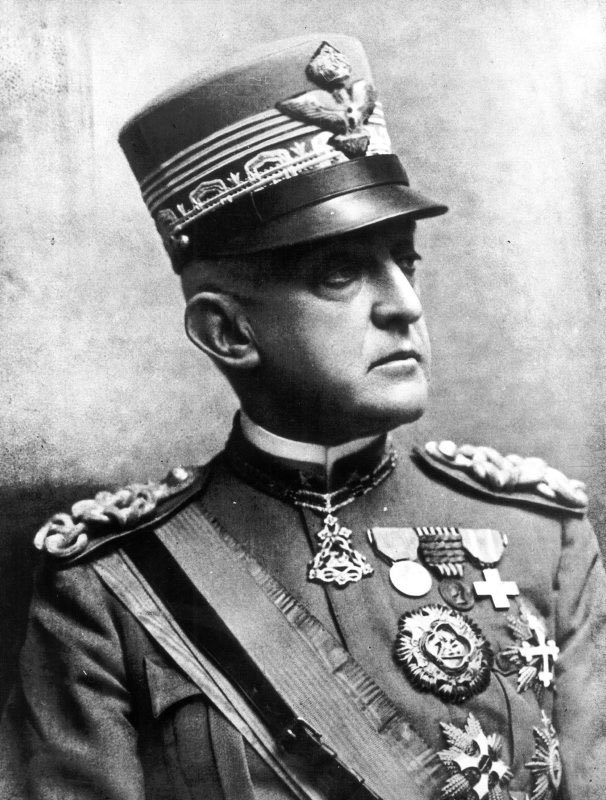
Emanuele Filiberto di Savoia duca d’Aosta

Nonostante le sue umili origini, Pietro Accorsi imparò a muoversi con grande diplomazia e autorevolezza anche in ambienti di estrazione sociale lontana o completamente diversa dalla propria. Questa sua abilità diede anche origine a una dicerìa che andò diffondendosi, nonostante non sia mai stata confermata ma nemmeno smentita dallo stesso Accorsi, ovvero che egli potesse essere il figlio illegittimo di Emanuele Filiberto di Savoia duca d’Aosta, nato a Genova ma che, nel 1890, fece ritorno in Italia trasferendosi a Torino presso Palazzo Dal Pozzo della Cisterna, dimora nobiliare dove entrambi i genitori di Pietro Accorsi lavorarono per breve tempo.
Forse fu proprio questo esponente di spicco di casa Savoia a elargire segretamente quella somma iniziale, ufficialmente attribuita alla presunta zia milanese defunta, che consentì al giovane Pietro di avviare la propria attività; così come forse fu il medesimo duca d’Aosta che caldeggiò l’assunzione di suo padre Curzio come portinaio dello stabile di via Po 55, di proprietà dell’Ordine Mauriziano, organismo storicamente legato ai Savoia. Anche la chiamata alle armi per la Prima Guerra Mondiale ebbe per il giovane Pietro un esito inaspettato, dopo una prima idoneità al servizio militare e alcuni mesi trascorsi al fronte come infermiere anziché come soldato, egli venne rispedito a casa poiché definito "riformato".
Come sovente accade in questi frangenti, mai si venne a sapere la verità, tuttavia Pietro Accorsi conobbe personalmente il duca Emanuele Filiberto di Savoia-Aosta che, negli ultimi anni della sua vita, prese anche a frequentarlo assiduamente. Pietro Accorsi ebbe tuttavia modo di dimostrare concretamente le proprie capacità che presto lo resero indiscusso riferimento per il panorama dell’antiquariato torinese ma anche nazionale. A tal proposito la sua fama stimolò altresì l’interesse di colui che in seguito divenne una sorta di collaboratore occulto, nonché grande amico di Pietro Accorsi, ovvero il Principe del Piemonte Umberto di Savoia.

Il Principe di Piemonte Umberto di Savoia nel 1920

La sempre più consolidata amicizia con il principe Umberto consentì di stringere una sorta di celata ma fruttuosa collaborazione commerciale, nonché portò i due a un grado di confidenza tale da rendere Pietro Accorsi uno dei pochissimi a rivolgersi al principe ereditario con il soprannome Beppo. Questa sorta di segreto sodalizio consentì al sempre più affermato Pietro Accorsi il privilegio di accedere anche a una clientela assai esclusiva, che sovente si tramutò pure in una sorta di committente, o in quella nobiltà desiderosa di ricavare denaro e risorse disfandosi di preziose collezioni che diversamente non sarebbero state adatte per il mercato dell’epoca.

### L’ascesa, l’antiquariato e il collezionismo
Alla fine degli anni Venti del Novecento Pietro Accorsi poté definirsi un antiquario affermato e con una discreta disponibilità economica a tal punto da poter provvedere al mantenimento di tutta la sua famiglia. Nel 1927 egli si trasferì con la madre e le sorelle nel grande appartamento preso in affitto al piano nobile di via Po 55, salendo le stesse scale che i propri genitori lavarono per anni come semplici portinai di quello stesso edificio. La sua attività di antiquariato proseguì con acquisizioni d’interi arredi di eleganti dimore, ma anche con partecipazioni ad aste nazionali e internazionali. Tuttavia quel palazzo di via Po 55 divenne il fulcro della propria attività e Torino l’ambiente dove Pietro Accorsi continuò a calamitare l’attenzione degli esponenti della più alta borghesia del tempo, intrattenendo svariati contatti e avendo come clienti abituali il senatore Giovanni Agnelli, Riccardo Gualino, Virginio Bruni Tedeschi, Werner Abegg e Luigi Einaudi, nonché una sempre più variegata e facoltosa clientela che poteva permettersi il lusso di acquistare da un esperto indiscusso come lui. L’attrazione per l’occultismo di Pietro Accorsi lo portò anche a conoscere il celebre sensitivo Gustavo Rol, anch’egli antiquario, e che frequentò insieme all’amico principe Umberto e che invitò sovente a Villa Paola, la dimora nobiliare sulla collina di Moncalieri che Pietro Accorsi acquistò nel 1928 dedicandola alla memoria della sorella Paola scomparsa prematuramente.

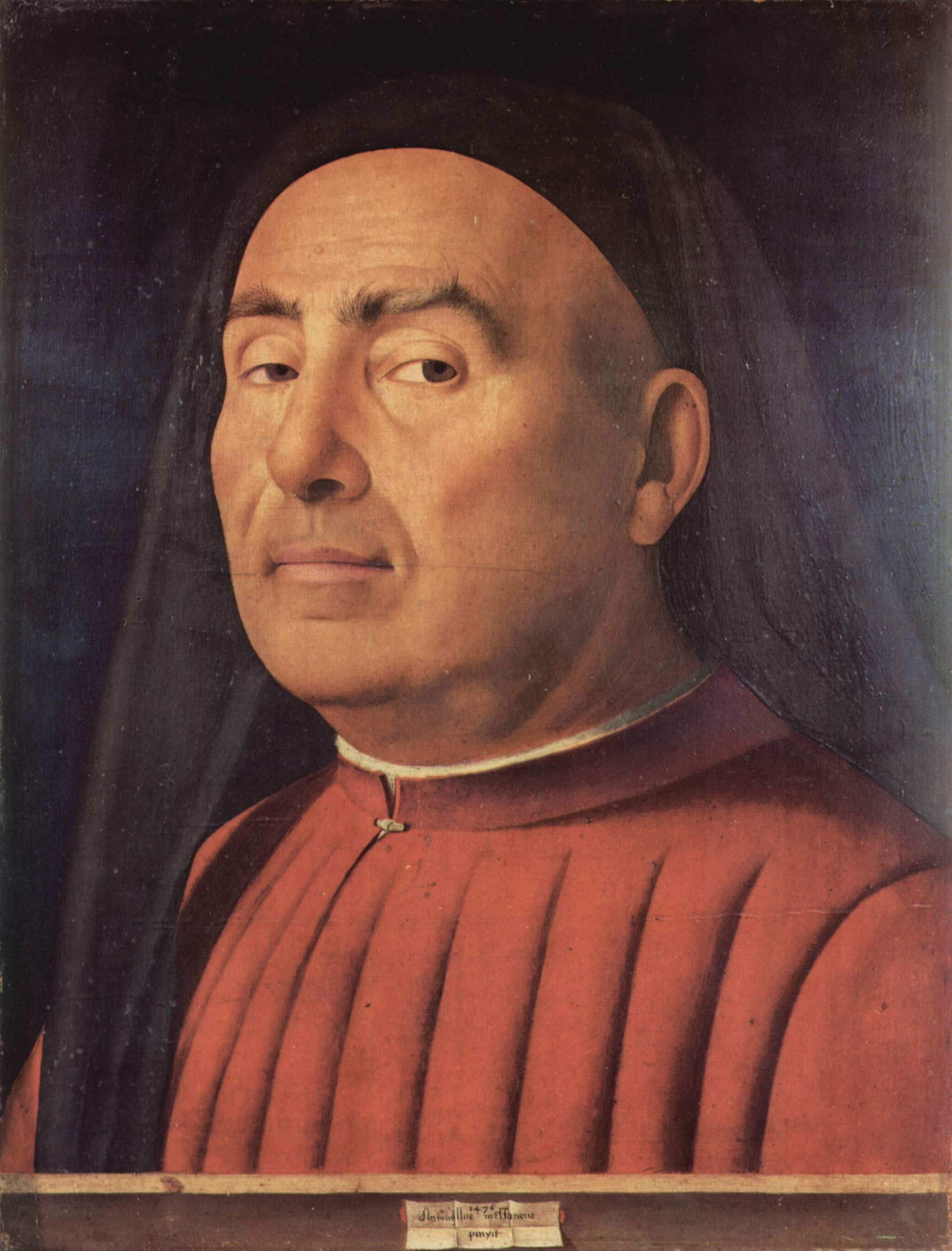
Il Ritratto d’uomo di Antonello da Messina acquisito da Pietro Accorsi nel Caso Trivulzio e conservato al Museo Civico d’Arte Antica di Torino

La crescente fama di Pietro Accorsi come esperto antiquario dilagò, valicò i confini italiani ma raggiunse anche Milano, tanto che fu lo stesso principe Luigi Alberico Trivulzio di Belgioioso a contattarlo per proporgli la vendita di parte della sua cospicua collezione d’arte, costituita da arazzi, sculture, arredi ma anche preziosi dipinti di Antonello da Messina, Mantegna, Tiziano e una biblioteca con volumi antichissimi comprendente un libro miniato di Jan Van Eyck, dei codici leonardeschi e disegni di Michelangelo. Le opere oggetto della contrattazione risultavano di un valore così considerevole da escluderle dal comune commercio ma da muovere l’interesse dell’amico Vittorio Viale, direttore dei Musei Civici torinesi, che propose a Pietro Accorsi di calarsi nel ruolo di intermediario per l’acquisto di quei capolavori da destinare alla collezione museale torinese. Dopo mesi di furtivi incontri, valutazioni e trattative presso la dimora milanese del nobile lombardo, Pietro Accorsi raggiunse un accordo e Luigi Alberico Trivulzio di Belgioioso si impegnò alla vendita firmando una formale proposta scritta. Tuttavia questo affare fu destinato ad assumere contorni politici sempre più importanti, divenendo un vero e proprio caso mediatico per l’epoca. I rispettivi giornali delle due città coinvolte annunciavano quell’operazione con toni sognanti o minacciosi, destando sempre di più l’attenzione dell’opinione pubblica. Il 4 aprile 1935 vi fu addirittura un’interrogazione parlamentare dinanzi al Duce che portò all’attenzione del governo fascista del tempo il cosiddetto Caso Trivulzio, tanto che Pietro Accorsi fu successivamente convocato dal podestà di Milano Marcello Visconti di Modrone e persuaso a rinunciare all’affare, poiché opere di cotanto valore non avrebbero potuto lasciare Milano, soprattutto per andare ad arricchire una collezione museale torinese. Nonostante il podestà propose ad Accorsi una cospicua somma a titolo di risarcimento per l’affare sfumato, egli rinunciò a quel denaro ma impose come condizione che ai Musei Civici di Torino venissero ceduti il Ritratto d’uomo di Antonello da Messina e un libro contenente delle preziose miniature di Jan Van Eyck, che avevano affascinato lo stesso principe Umberto.
Se il Caso Trivulzio fu di dominio pubblico nazionale, molteplici altre furono le vicende che coinvolsero Pietro Accorsi, seppur senza la stessa eco mediatica. Nel 1949 il Presidente della Repubblica Luigi Einaudi incaricò l’amico Pietro Accorsi di riorganizzare gli arredi del Palazzo del Quirinale, in particolare della Manica Lunga. Accorsi, che al Quirinale vi era già stato ospite nel 1930 in occasione delle nozze reali di Umberto di Savoia con Maria José del Belgio, accettò l’incarico e si adoperò per restituire lustro a quegli austeri ambienti, facendo restaurare gli arredi più pregevoli o sostituendoli con altri che erano stati accantonati e quasi dimenticati. Sempre a Roma, a poca distanza dal Quirinale, Accorsi frequentò Palazzo Colonna, dimora nobiliare di Isabelle Sursock, vedova del principe Marcantonio Colonna, divenendo il suo antiquario di fiducia per svariati anni.
Ulteriori ricerche di Pietro Accorsi e la sua fattiva collaborazione con le autorità permisero anche la ricomposizione di importanti opere d’arte anticamente smembrate o ritenute disperse sul mercato. È il caso del Polittico di Bianzè, capolavoro di Defendente Ferrari, ora conservato al Museo Borgogna di Vercelli. Inoltre Pietro Accorsi venne contattato per mediare l’acquisto della Pietà Rondanini di Michelangelo, acquisita poi dal Castello Sforzesco di Milano e trattò riservatamente l’acquisizione dello scrittoio femminile francese di Martin Carlin, conservato alla Fondazione Calouste Gulbenkian di Lisbona.
Nel 1956 l’ormai ricco commendator Pietro Accorsi acquistò l’intero palazzo di via Po 55 per 150 milioni di Lire, lo stesso dove già abitava da quasi trent’anni occupando l’ampio appartamento del piano nobile ma anche il medesimo in cui lavorarono come portinai i suoi defunti genitori. Nel corso degli anni Pietro Accorsi accumulò una cospicua fortuna ma anche una collezione d’arte di tutto rispetto, che comprendeva svariate opere del celebre ebanista piemontese Pietro Piffetti, arredi settecenteschi francesi, veneziani e piemontesi, arazzi Aubusson, tappeti savonnerie, cristalli Baccarat, porcellane di Meißen e di Sèvres; tutte opere che distribuì arredando le sue residenze di Moncalieri, di Venezia, di Bruxelles e di via Po 55, dove c’erano il suo appartamento privato con l’ormai celebre galleria.

### L’incontro con Giulio Ometto e il coronamento di un sogno
Alla fine degli anni Cinquanta del Novecento Pietro Accorsi conobbe Giulio Ometto, un giovane originario di Bra, con la stessa sua passione per l’arte e l’antiquariato. I due si incontrarono casualmente dapprima a Palazzo Madama ma poi fu lo stesso Giulio Ometto a volerlo conoscere personalmente, portandogli a valutare alcuni papiers peints cinesi che successivamente Accorsi acquistò.
Completati gli studi, Giulio Ometto iniziò a lavorare per Pietro Accorsi come contabile, poi come segretario, fino a divenire il suo più longevo e fidato collaboratore.

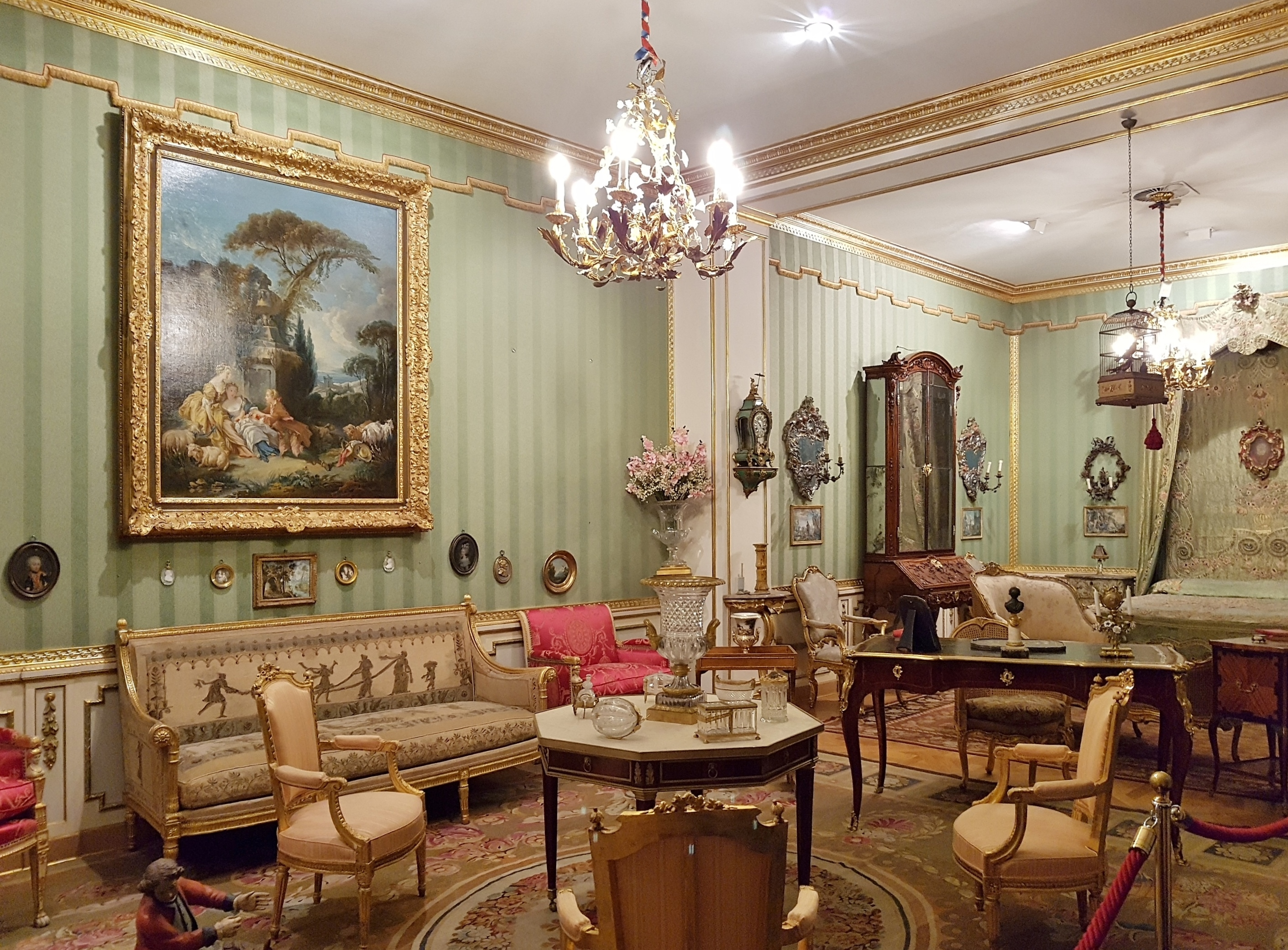
Una delle sale del Museo Accorsi-Ometto che ricostruisce la camera da letto di Pietro Accorsi

Sul finire degli anni Sessanta, quando Gianni Agnelli e l’imprenditore elvetico Werner Abegg presero a frequentare assiduamente Pietro Accorsi, si fece strada l’ipotesi di creare una fondazione. Nei numerosi incontri avvenuti nell’antica Villa Abegg, arredata in gran parte da Accorsi stesso, prese forma l’idea di unire le forze e dar vita a una fondazione culturale chiamata provvisoriamente Le tre A, dalle iniziali dei tre fondatori. Il progetto tuttavia si arenò sul finire del 1969, quando l’Avvocato si svincolò per prendere le redini della sua FIAT, a cui fece seguito anche l’industriale Werner Abegg che rinunciò all’iniziativa, abbandonando definitivamente Torino per far ritorno in Svizzera.

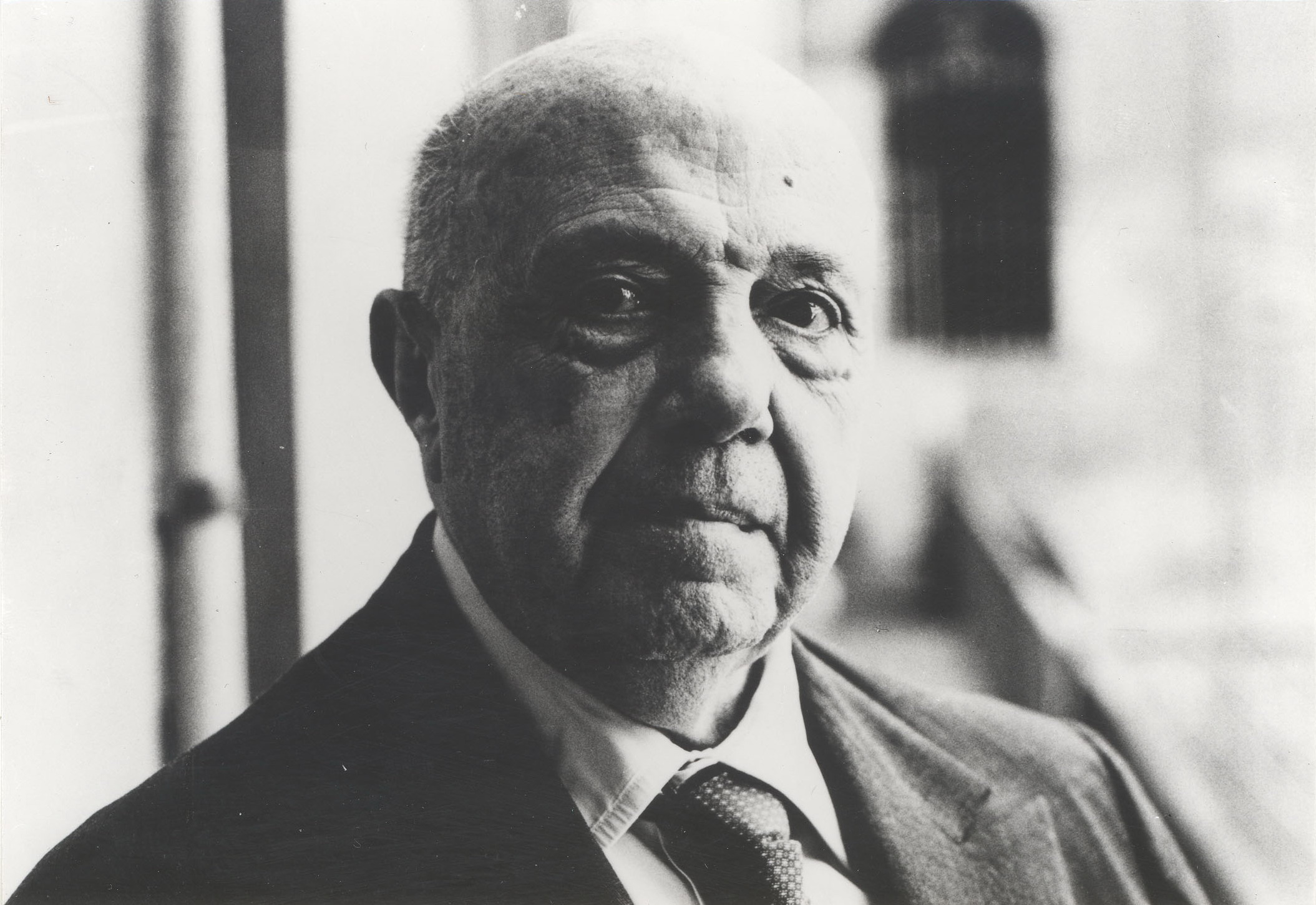
Primo piano di Pietro accorsi nel 1978

Tuttavia il commendator Pietro Accorsi continuò la sua professione di antiquario, sempre seguito dal suo fidato collaboratore Giulio Ometto ma non rinunciò a coltivare il sogno di realizzare un ente culturale di ampio respiro che lasciasse alla città che amava una traccia indelebile di sé e della propria esistenza. A tal fine, incaricò l’avvocato Paolo Emilio Ferreri di avviare tutte le pratiche per creare una fondazione. Il suo sogno si concretizzò il 14 maggio 1975, quando venne presentato lo Statuto della neonata Fondazione Accorsi che lo designava presidente. Nel 1978 l’ormai inseparabile collaboratore Giulio Ometto venne nominato direttore della Fondazione Accorsi e Gianni Agnelli presidente onorario, pur mantenendo viva la sempre più concreta intenzione di lavorare alla realizzazione di un vero e proprio museo dedicato alle arti decorative.

### Gli ultimi anni e la morte
Pietro Accorsi lavorò fino a tarda età come esperto d’antiquariato ma demandò sempre di più la gestione degli affari, della fondazione e del suo ingente patrimonio a Giulio Ometto, nominandolo suo erede universale e, di fatto,  presidente a vita in pectore.
L’ormai anziano Pietro Accorsi spirò all’alba del 26 ottobre 1982 nel suo appartamento di via Po 55, sede della fondazione omonima, il giorno dopo aver festeggiato novantuno anni.
Dando ascolto alla sua proverbiale riservatezza, egli avrebbe desiderato che la triste notizia venisse comunicata a funerali avvenuti, tuttavia ciò non fu possibile e la camera ardente fu allestita nella celebre galleria del palazzo di via Po 55. Le esequie furono celebrate il 27 ottobre seguente nella vicina Chiesa dell’Annunziata di via Po, a pochi passi dalla sua abitazione e infine la salma venne tumulata presso il cimitero di Moncalieri.
Alla sua scomparsa il patrimonio di Pietro Accorsi ammontava a circa un centinaio di miliardi di Lire, tra proprietà immobiliari, terreni, titoli azionari, liquidità e la vasta collezione di arredi, dipinti e oggetti d’arte che, da sola, fu valutata in circa trenta miliardi di Lire.

## La Fondazione Accorsi e il Museo Accorsi-Ometto

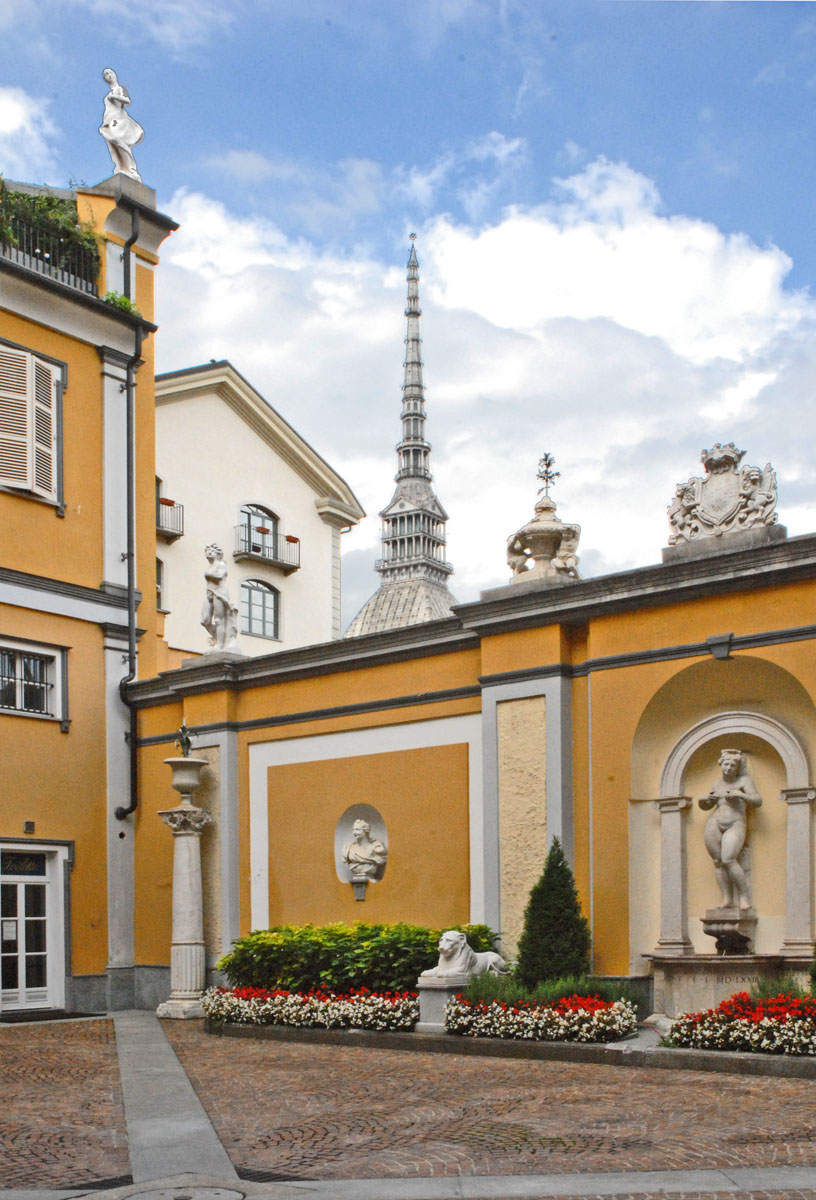
Il cortile del palazzo di via Po 55 che ospita la Fondazione Museo Accorsi-Ometto

Secondo quanto stabilito nell’ultimo testamento depositato presso il notaio Morone e di cui l’avvocato Paolo Emilio Ferreri fu l’esecutore testamentario, Giulio Ometto fu l’erede universale di tutte le sostanze, degli immobili e del vasto patrimonio di oggetti d’arte del defunto Pietro Accorsi, con il preciso vincolo che tutto ciò costituisse il nucleo di una collezione museale gestita dalla Fondazione Accorsi, di cui Ometto ricopriva ormai la carica di presidente a vita. Tale motivazione venne puntualmente riportata in suoi scritti olografi e nel suo testamento: «[…] Desidero che il mio nome resti legato agli oggetti d’arte e d’antiquariato da me in un’intera vita di lavoro raccolti e conservati. […] Questo vuole essere un dono fatto alla gente intesa come insieme di persone da coltivare».
Nel 1986 Giulio Ometto, presidente a vita della fondazione, come espressamente richiesto nelle volontà testamentarie, si adoperò sin da subito per esaudirle e ampliare ulteriormente la già cospicua collezione lasciata in eredità da Pietro Accorsi, comprendente suppellettili, argenti, porcellane, sculture e arredi proveniente in gran parte da Villa Paola e dalle altre residenze del defunto antiquario. Tuttavia questo nucleo iniziale era sufficiente per arredare soltanto sette sale delle ventisette presenti nei circa duemila metri quadri dell’edificio di via Po 55. Con le ulteriori acquisizioni operate da Giulio Ometto la collezione superò i tremila pezzi e consentì di allestire un percorso museale più completo, comprendente tutte le sale.
Al tempo stesso Giulio Ometto si occupò dello scrupoloso restauro e della ristrutturazione del seicentesco edificio di via Po 55 con il supporto di una squadra di esperti artigiani e restauratori coordinati dall’architetto Fassio, di concerto con la Sovrintendenza. Data la complessità dell’operazione, i lavori si sono protratti per svariati anni, tuttavia sono stati portati a compimento; la vecchia portineria dove abitò il giovane Pietro Accorsi con la sua famiglia è stata convertita nella biglietteria, mentre i locali del piano nobile dell’edificio adattati per ospitare agevolmente il museo stesso, inaugurato il 2 dicembre 1999 e considerato il primo museo d’arti decorative d’Italia.
Con la morte di Giulio Ometto nel 2019, nella collezione del museo è confluita anche la sua personale raccolta e la Fondazione Accorsi ha mutato il nome in Fondazione Museo Accorsi-Ometto. Essa prosegue nella sua missione e continua a essere un’attrazione museale per la città, ospitando anche mostre di pittura ed eventi culturali di rilievo.